# Неверов, Анатолий Иосифович
Анатолий Иосифович Неверов (род. 14 мая 1951 года, Архангельск, РСФСР, СССР) — советский и российский художник, народный художник Российской Федерации (2023).

## Биография
Родился 14 мая 1951 года в Архангельске.
В 1970 году — окончил Ярославское художественное училище, в 1987 году — окончил Ленинградский академический институт живописи, скульптуры и архитектуры имени И. Е. Репина.
С 1976 года — живёт и работает в Сыктывкаре.
Организатор и директор Эжвинской художественной школы, преподаватель училища искусств; главный художник Сыктывкара (1992—1993).

## Творческая деятельность
Автор памятников, портретов. Автор государственной символики Республики Коми и её столицы города Сыктывкара.
Основные произведения: памятник «Скорбящий воин», посвященный участникам Афганской войны и локальных конфликтов (1997, г. Сыктывкар), памятная стела «Вечная слава землякам — Героям Советского Союза» (1995), мемориал «Покаяние» (2000), первый в России памятник Народному учителю А. А. Католикову (1998). Автор проекта реконструкции мемориала «Вечная слава землякам — Героям Советского Союза» (2000). Памятник «Защитникам Отечества» (2005, Бронза, гранит) для города Усинска.
Автор портретов выдающихся представителей национальной культуры, известных людей Республики Коми — поэта В. А. Савина (1990), политика Ю. А. Спиридонова (2002), скульптора В. И. Смирнова (1992), живописцев Э. В. Козлова (1985) и С. С. Асташева (2005), акварелиста В. В. Трофимова (2003).
Автор мемориальных досок филологу В. И. Лыткину, Э. А. Попову, Я. С. Перепелице, композитору П. И. Чисталеву (1996), ученому-социологу П. А. Сорокину, И. С. Иевлеву (2006) и надгробий (артисту И. И. Аврамову, писателю Г. А. Федорову, художнику С. А. Добрякову, архитектору В. И. Козлову, воинам-интернационалистам).
С 1968 года — участник художественных выставок различного уровня, персональные выставки в Архангельске (1971), Сыктывкаре (1999, 2001, 2002).
Произведения представлены в коллекции Национальной галерее Республики Коми.

### Галерея

Герб Республики Коми
Флаг Сыктывкара
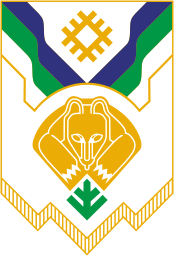
Герб Сыктывкара (1993)
Герб Сыктывкара (2008)

## Награды
- Народный художник Российской Федерации (2023)
- Заслуженный художник Российской Федерации (2007)
- Заслуженный работник культуры Республики Коми (2001)
- Почетный член Российской академии художеств (2019)